# Aurora (Blåeld-album)
Aurora är ett musikalbum från 2006 med den svenska jazzgruppen Blåeld från Göteborg. All musik är skriven av gruppens medlemmar liksom texterna till alla sånger utom spår 9.

## Låtlista
1. Vår bossa (Lisa Löfgren) – 7'25
2. Du (Lisa Löfgren) – 6'10
3. Älvornas dans (Peter Knudsen/Lisa Löfgren) – 6'20
4. Promenaden (Jenny Bengtsson) – 4'24
5. Aurora borealis (Peter Knudsen) – 6'15
6. Ballad om dig (Petter Rosenlundh) – 7'31
7. Skumpa (Lisa Löfgren) – 3'48
8. Flickan och löven (Peter Knudsen/Lisa Löfgren) – 4'27
9. Une Petitt ballade (Petter Rosenlundh/Eleanor Petitt) – 5'37
10. Nattvisan (Lisa Löfgren) – 4'34

## Medverkande
- Lisa Löfgren – sång
- Petter Rosenlundh – saxofoner, klarinett
- Peter Knudsen – piano, orgel m m
- Jenny Bengtsson – bas
- Martin Pettersson – trummor

## Recensioner
- ”Blåeld - Aurora”. lira.se. 1 februari 2007. Arkiverad från originalet den 12 augusti 2007. http://archive.is/2007.08.12-013743/http://www.lira.se/article.asp?articleid=1163.

### Fotnoter
1. ↑  ”Svensk mediedatabas”. http://smdb.kb.se/catalog/id/002053681. Läst 14 oktober 2011.